# Dietrich I. (Bar)
Dietrich I. (* um 965; † zwischen 11. April 1026 und 12. Januar 1027) war Graf von Bar und Herzog von Oberlothringen. Er war der Sohn von Friedrich I. von Bar und Oberlothringen und Beatrix von Franzien, einer Schwester Hugo Capets.

## Leben
Dietrich I. folgte seinem Vater 978 unter der Regentschaft seiner Mutter, die bis 987 andauerte. 985 stellte er sich gemeinsam mit anderen lothringischen Baronen, darunter seinem Vetter Gottfried der Gefangene, Graf von Verdun, gegen den französischen König Lothar, als dieser Verdun belagerte, wobei er selbst in Gefangenschaft geriet.
Er war ein treuer Gefolgsmann der ottonischen Kaiser. 1011 kämpfte er für Heinrich II. gegen seine Verwandten aus der Grafschaft Luxemburg. 1018 geriet er in Burgund erneut in Gefangenschaft, wo es ihm am Ende doch gelang, den Invasoren Odo II. von Blois, Graf von Meaux und Troyes, zu schlagen. 1019 beteiligte er seinen Sohn Friedrich II. an der Regierung des Herzogtums. 1024, nach dem Tod Kaiser Heinrichs II., stellte er sich gegen dessen Nachfolger Konrad II., wechselte aber dann die Seiten und erkannte damit den neuen Herrscher an. 1026 starb sein Sohn Friedrich II., so dass das Herzogtum mit Dietrichs Tod unmittelbar auf seinen Enkel Friedrich III. überging.

## Familie und Nachkommen
Er heiratete um 985 Richilde, vermutlich eine Tochter von Folmar I., Graf von Lunéville und Metz; ihre Kinder waren u. a.:
- Adele (* 995), ⚭ Walram I. Graf von Arlon
- Friedrich II. (* 995; † 1026), Graf von Bar und Herzog von Oberlothringen